# Quandialla
Quandialla är en ort i Australien. Den ligger i kommunen Weddin och delstaten New South Wales, i den sydöstra delen av landet, omkring 320 kilometer väster om delstatshuvudstaden Sydney.
Trakten runt Quandialla är nära nog obefolkad, med mindre än två invånare per kvadratkilometer.. Quandialla är det största samhället i trakten.
Trakten runt Quandialla består till största delen av jordbruksmark. Genomsnittlig årsnederbörd är 600 millimeter. Den regnigaste månaden är februari, med i genomsnitt 110 mm nederbörd, och den torraste är oktober, med 19 mm nederbörd.